# Farhan Akhtar
Farhan Akhtar (hindi: फ़र्हान अख़्तर, urdu: فرحان اختر, ur. 9 stycznia 1974) – indyjski aktor, reżyser, scenarzysta i producent filmowy. Jest synem sławnego scenarzysty (Sholay, Don) i autora tekstów piosenek Javed Akhtar i scenarzystki Honey Irani (Armaan). Drugą żoną jego ojca jest aktorka Shabana Azmi, a dziadkiem znany poeta urdu Jan Nisar Akhtar.

## Filmografia

### Reżyser
- Rób swoje! (2001)
- Lakshya (2004)
- Don (2006)
- Positive (2007)
- Don 2 – The king is back (2011)

### Producent
- Don (2006)
- Honeymoon Travels Pvt. Ltd. (2006)
- Rock On!! (2008)
- Kismat Talkies (2008)
- Luck by Chance (2009)
- Karthik Calling Karthik (2010)

### Scenarzysta
- Kismat Talkies (2008)
- Don (2006)
- Rób swoje! (2001)

### Aktor
- The Fakir (2006)
- Rock On (2008)
- Luck by Chance (2009)
- Karthik Calling Karthik (2010)
- Zindagi Na Milegi Dobara (2011)

### Nagrody
- Nagroda Filmfare dla Najlepszego Reżysera
  - 2002 – nominacja – (Rób swoje!)
  - 2004 – nominacja – (Lakshya)
- Nagroda Filmfare za Najlepszy Scenariusz
  - 2002 – (Rób swoje!)
- Nagroda Filmfare za Najlepszy Debiut (Męski)
  - 2009 – (Rock on!!) (wspólnie z Imranem Khanem)